# بوهوميل غريغور
بوهوميل غريغور (بالتشيكية: Bohumil Gregor)‏ هو موزع تشيكي، ولد في 14 يوليو 1926 في براغ في التشيك، وتوفي بنفس المكان في 4 نوفمبر 2005.

## وصلات خارجية
- بوهوميل غريغور على موقع ميوزك برينز (الإنجليزية)
- بوهوميل غريغور على موقع أول ميوزيك (الإنجليزية)
- بوهوميل غريغور على موقع ديسكوغز (الإنجليزية)